# Segeberg
Segeberg là một huyện ở Schleswig-Holstein, Đức. Các huyện giáp ranh (từ phía tây nam theo chiều kim đồng hồ) là: Pinneberg, Steinburg và Rendsburg-Eckernförde, thành phố Neumünster, các huyện Plön, Ostholstein và Stormarn, thành phố Hamburg.

## Lịch sử
Lịch sử của huyện gắn liền với lịch sử của Holstein. Năm 1134, lâu đài Segeberg làm trung tâm khu vực. Khi Schleswig-Holstein thuộc tỉnh của Phổ năm 1865, chính quyền Phổ đã lập huyện Segeberg.
Kể từ đó huyện đã hai lần được mở rộng: năm 1932, một số khu vực của huyện bị giải thể Bordesholm đã được nhập vào huyện này. Năm 1970, thành phố Norderstedt được chuyển vào huyện này.

## Địa lý
Huyện Segeberg gồm các đồng bằng nông nghiệp giữa các thành phố Neumünster và Hamburg. Phía nam là đất quanh hô "Holsteinische Schweiz" (Holsatian Switzerland).

## Các thị xã và đô thị
| Các đô thị và thị xã độc lập                                                                                 |
| --- |
| 1. Bad Bramstedt 2. Bad Segeberg 3. Kaltenkirchen 4. Norderstedt 5. Wahlstedt 6. Ellerau 7. Henstedt-Ulzburg |

| Ämter | Ämter | Ämter |
| --- | --- | --- |
| - 1. Bad Bramstedt-Land [seat: Bad Bramstedt] 1. Armstedt 2. Bimöhlen 3. Borstel 4. Föhrden-Barl 5. Fuhlendorf 6. Großenaspe 7. Hagen 8. Hardebek 9. Hasenkrug 10. Heidmoor 11. Hitzhusen 12. Mönkloh 13. Weddelbrook 14. Wiemersdorf - 2. Boostedt-Rickling 1. Boostedt1 2. Daldorf 3. Groß Kummerfeld 4. Heidmühlen 5. Latendorf 6. Rickling - 3. Bornhöved 1. Bornhöved 2. Damsdorf 3. Gönnebek 4. Schmalensee 5. Stocksee 6. Tarbek 7. Tensfeld 8. Trappenkamp1 | - 4. Itzstedt 1. Itzstedt1 2. Kayhude 3. Nahe 4. Oering 5. Seth 6. Sülfeld 7. Tangstedt (Stormarn district) - 5. Kaltenkirchen-Land [seat: Kaltenkirchen] 1. Alveslohe 2. Hartenholm 3. Hasenmoor 4. Lentföhrden 5. Nützen 6. Schmalfeld - 6. Kisdorf 1. Hüttblek 2. Kattendorf1 3. Kisdorf 4. Oersdorf 5. Sievershütten 6. Struvenhütten 7. Stuvenborn 8. Wakendorf II 9. Winsen - 7. Leezen 1. Bark 2. Bebensee 3. Fredesdorf 4. Groß Niendorf 5. Högersdorf 6. Kükels 7. Leezen1 8. Mözen 9. Neversdorf 10. Schwissel 11. Todesfelde 12. Wittenborn | - 8. Trave-Land [seat: Bad Segeberg] 1. Bahrenhof 2. Blunk 3. Bühnsdorf 4. Dreggers 5. Fahrenkrug 6. Geschendorf 7. Glasau 8. Groß Rönnau 9. Klein Gladebrügge 10. Klein Rönnau 11. Krems II 12. Negernbötel 13. Nehms 14. Neuengörs 15. Pronstorf 16. Rohlstorf 17. Schackendorf 18. Schieren 19. Seedorf 20. Stipsdorf 21. Strukdorf 22. Travenhorst 23. Traventhal 24. Wakendorf I 25. Weede 26. Wensin 27. Westerrade |
| 1thủ phủ của Amt | | |